# Felipe de Castilla (1292-1327)
Felipe de Castilla (Sevilla, 28 de mayo de 1292-Madrid, abril de 1327). Infante de Castilla, hijo del rey Sancho IV de Castilla y de la reina María de Molina, fue señor de Cabrera y Ribera, de Lemos y Sarria, adelantado mayor de Galicia, merino mayor de Galicia, pertiguero mayor de Santiago, comendero de la Iglesia de Lugo y mayordomo mayor del rey Alfonso XI de Castilla, cargo este último que desempeñó entre diciembre de 1325 y enero de 1327.
Durante la última etapa de la minoría de edad de su sobrino, Alfonso XI de Castilla, fue tutor del rey junto con don Juan Manuel, nieto de Fernando III de Castilla, y Juan el Tuerto, nieto de Alfonso X de Castilla.

## Orígenes familiares
Fue hijo de Sancho IV de Castilla y de su esposa la reina María de Molina. Por línea paterna era nieto de Alfonso X de Castilla y de la reina Violante de Aragón, hija de Jaime I de Aragón. Sus abuelos maternos fueron el infante Alfonso de Molina, hijo del rey Alfonso IX de León, y su esposa, Mayor Alfonso de Meneses.
Fue hermano, entre otros, de Fernando IV, rey de Castilla y León, del infante Pedro, y de la infanta Beatriz, reina consorte de Portugal.

## Juventud y actuaciones durante el reinado de Fernando IV (1292-1312)
El infante Felipe de Castilla y Molina nació en la ciudad de Sevilla el día 28 de mayo de 1292. Era el menor de los hijos varones habidos del matrimonio entre Sancho IV el Bravo y la reina María de Molina. En 1295, cuando tenía tres años de edad, falleció su padre y subió al trono su hermano, Fernando IV.
En las Cortes de Valladolid de 1295, las primeras celebradas durante el reinado de Fernando IV, la reina María de Molina consiguió que todos los procuradores rindiesen homenaje al rey Fernando IV y que reconociesen por tutor del rey al infante Enrique de Castilla el Senador. 
Cuando tenía seis años de edad, su madre, la reina María de Molina, envió al infante Felipe al reino de Galicia, con el propósito de reforzar la autoridad real en aquella zona, en la que Juan Alfonso de Albuquerque y Fernando Rodríguez de Castro, señor de Lemos y Sarria, sembraban el desorden. El infante Felipe llegó a Galicia llevando como acompañante y subordinado a Fernán Rodríguez de Biedma, aunque tras las primeras escaramuzas las tropas reales fueron derrotadas y el infante Felipe fue apresado y encerrado en el castillo de Villalba, donde permaneció varios años.

No obstante, en 1304 la situación de Galicia cambió y el infante Felipe, después de abandonar su lugar de encierro, y contando de nuevo con el apoyo de Fernán Rodríguez de Biedma, cercó la villa de Monforte de Lemos, que pertenecía a Fernando Rodríguez de Castro. Cuando este último lo supo, acudió con sus mesnadas a socorrer la villa sitiada. Los acompañantes y consejeros del infante intentaron persuadir a Fernando Rodríguez de Castro para que depusiera su actitud y aceptase llegar a un acuerdo de paz con el infante Felipe, quien era su cuñado, pues era hermanastro de Violante Sánchez de Castilla, su esposa. Sin embargo, no alcanzaron ningún acuerdo y se entabló una batalla, en la que perdió la vida Fernando Rodríguez de Castro.

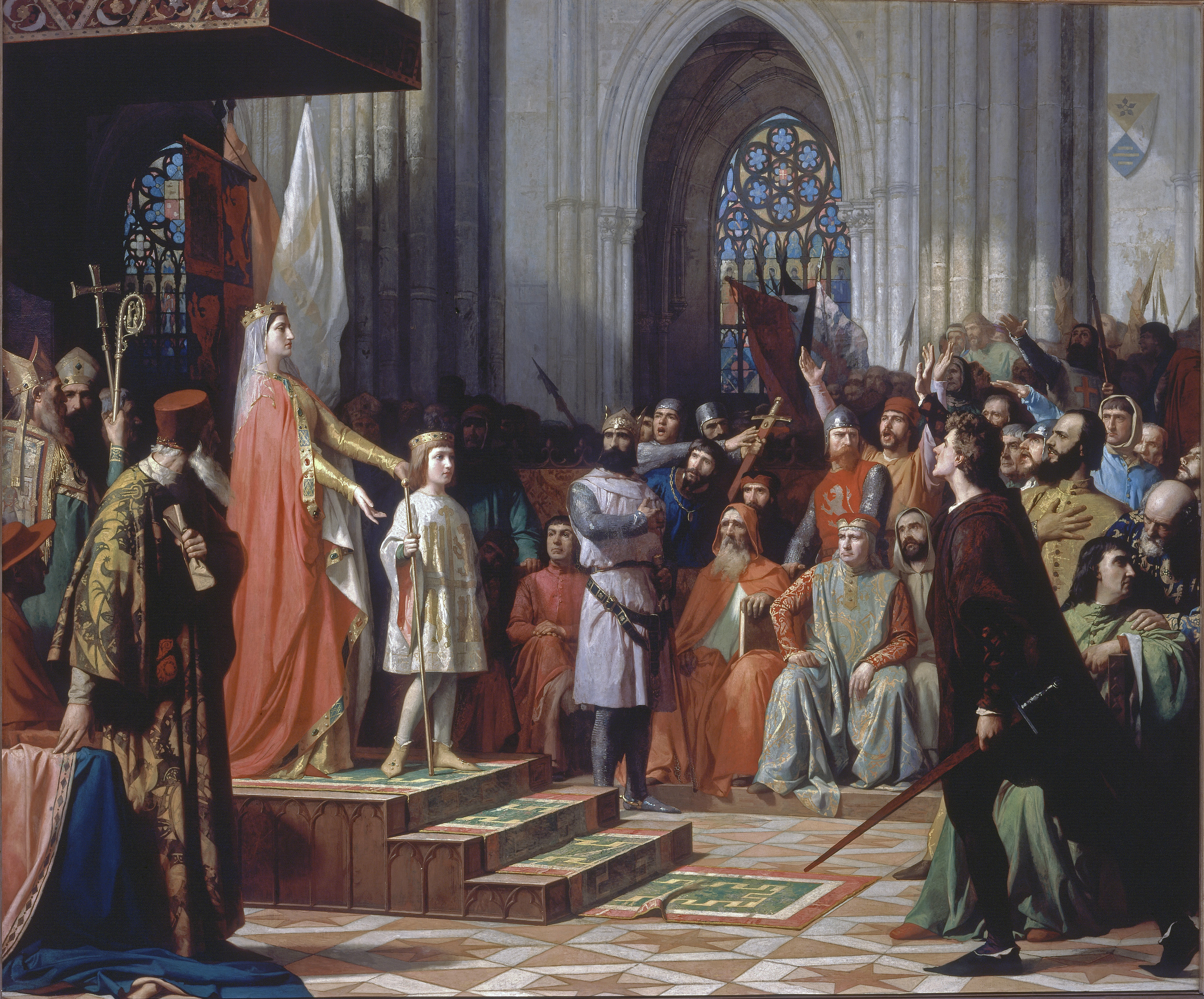
María de Molina presenta a su hijo Fernando IV en las Cortes de Valladolid de 1295. Óleo sobre lienzo de Antonio Gisbert Pérez, 1863. Congreso de los Diputados de España.

A la muerte de Fernando Rodríguez de Castro, el rey Fernando IV concedió al infante Felipe todos los títulos y posesiones que habían pertenecido al difunto señor de Lemos. De ese modo, el infante Felipe pasó a ser señor de Lemos y Sarria, señor de Cabrera y Ribera, adelantado mayor de Galicia, Pertiguero mayor de Santiago y comendero de la Iglesia de Lugo.
El infante Felipe, vencedor de Fernando Rodríguez de Castro, llegó a ser en Galicia en cierto modo el continuador de la política del vencido, que consistía en el debilitamiento del poder secular de los prelados gallegos, en el engrandecimiendo del poder feudal, y en prestar ayuda a las villas episcopales en su lucha contra los prelados. El infante Juan de Castilla el de Tarifa y el arzobispo de Santiago le disputaban al infante su influencia en Galicia. La lucha comenzó primero entre el infante Felipe y el infante Juan, que no había renunciado totalmente a sus pretensiones sobre los señoríos de Galicia y contaba en las tierras del reino de León con numerosos partidarios. 
A los pocos meses de la batalla que le costó la vida a Fernando Rodríguez de Castro, las tierras del señorío de Lemos fueron dadas, junto con otros señoríos de Castilla y León, a Alfonso de la Cerda, pretendiente a la Corona de Castilla y nieto de Alfonso X el Sabio, como compensación por su renuncia a sus derechos al trono castellano-leonés. El rey Dionisio I de Portugal, el infante Juan y el arzobispo de Santiago, Rodrigo de Padrón, fueron los árbitros que pronunciaron el fallo que privó de las tierras del señorío de Lemos al infante Felipe. El rey Dionisio I de Portugal velaba de ese modo por los derechos sobre esas tierras de su protegido, Pedro Fernández de Castro, presunto heredero del señorío de Lemos y Sarria, pues era hijo de Fernando Rodríguez de Castro.
La labor del infante Juan para limitar la influencia de su sobrino, el infante Felipe, en Galicia, no se detuvo ahí, ya que se esforzó en despojarle de los títulos y las encomiendas gallegas que el infante Felipe había obtenido del rey Fernando IV, como premio por su victoria sobre Fernando Rodríguez de Castro. En 1306, el infante Juan consiguió que le dieran a su hijo, Alfonso de Valencia, el título de Pertiguero mayor de Santiago, que ponía bajo su mando las fuerzas militares compostelanas. Poco después, el infante Juan consiguió que el rey Fernando IV le diera el cargo de Merino mayor de Galicia a Diego García de Toledo, quien gozaba de la confianza del infante Juan. No obstante, el infante Felipe aún conservaba el cargo de comendero de la Iglesia de Lugo y el señorío de Cabrera y Ribera, y un individuo que gozaba de su confianza, Alfonso Suárez de Deza, ocupaba el cargo de Adelantado mayor de Galicia.
En 1308, Rodrigo Yáñez, Maestre de la Orden del Temple en el reino de Castilla y León, se dispuso a entregar a la reina María de Molina las fortalezas de la Orden del Temple en el reino, aunque la reina no aceptó tomarlas sin el consentimiento de su hijo Fernando IV, que este último concedió. Sin embargo, el maestre no entregó los castillos a la reina madre, sino que ofreció al infante Felipe, hermano de Fernando IV, entregárselos a él, a condición de que el infante suplicase al rey, en su nombre, que el monarca atendiese las demandas de los templarios a los prelados de su reino.
En 1308 se entabló un pleito entre el infante Juan de Castilla el de Tarifa y el infante Felipe por la posesión del castillo de Ponferrada, del que este último se había apropiado, así como por la posesión de Alcañices, San Pedro de Latarce y Haro. El infante Felipe se vio obligado a devolver dichas plazas a su hermano el rey, al tiempo que el Maestre del Temple se comprometía a entregar a Fernando IV los castillos que aún tenía en su poder. Ese mismo año, el infante Felipe tomó parte en la limpieza de malhechores de la zona comprendida entre Almazán y Atienza, y en la labor de destruir las fortalezas que les servían de refugio.
En las Cortes de Madrid de 1309, las primeras celebradas en la actual capital de España, Fernando IV manifestó su deseo de ir a la guerra contra el reino de Granada, al tiempo que demandaba subsidios para poder hacer la guerra. En dichas Cortes estuvieron presentes el rey Fernando IV y su esposa, la reina Constanza de Portugal, la reina María de Molina, los infantes Pedro, Felipe y Juan, don Juan Manuel, Juan Núñez de Lara el Menor, Diego López V de Haro, Alfonso Téllez de Molina, hermano de la reina María de Molina, el arzobispo de Toledo, los Maestres de las Órdenes Militares de Santiago y Calatrava, los representantes de las ciudades y concejos, y otros nobles y prelados.
En 1309 el infante Felipe tomó parte en el asedio de Algeciras, y llegó a la ciudad sitiada acompañado por las tropas del arzobispo de Santiago de Compostela, yendo este último acompañado por 400 caballeros y por buen número de peones. No obstante, Fernando IV se vio obligado a levantar el asedio debido a la enfermedad de Diego López V de Haro, señor de Vizcaya, a la defunción de Alonso Pérez de Guzmán, señor de Sanlúcar de Barrameda, al temporal de lluvias que inundaron el campamento cristiano, y a las deserciones del infante Juan y de don Juan Manuel.
En 1312 los habitantes de la ciudad de Lugo, de la que era comendero el infante Felipe de Castilla, se sublevaron contra su obispo, Juan Hernández, ya que este había intentado recobrar el señorío de la ciudad. Por ello, los habitantes de Lugo atacaron el palacio episcopal, capturaron a su guarnición e hirieron al obispo, quien se negó a entregarles la bandera y las llaves de la ciudad y fue expulsado de la ciudad. El pleito fue llevado ante el rey Fernando IV, quien sentenció en favor del obispo Juan Fernández y en contra del concejo de Lugo. Además, el rey ordenó al infante Felipe y a Alfonso Suárez de Deza, Adelantado mayor de Galicia, que hicieran cumplir el veredicto que había emitido a los habitantes de Lugo. No obstante, ambos personajes retrasaron el cumplimiento del acuerdo.
En las Cortes de Valladolid de 1312, las últimas del reinado de Fernando IV, se recudaron fondos para mantener el ejército que se emplearía en la siguiente campaña contra el reino de Granada, se reorganizó la administración de justicia, la administración territorial y la administración local, mostrando con ello el deseo del rey de realizar profundas reformas en todos los ámbitos de la administración, al tiempo que intentaba reforzar la autoridad de la Corona en detrimento de la autoridad nobiliaria. Las Cortes aprobaron la concesión de cinco servicios y una moneda forera, destinados al pago de las soldadas de los vasallos del rey, a excepción de Juan Núñez de Lara el Menor, señor de la Casa de Lara, que se había convertido en vasallo del rey Dionisio I de Portugal.
El día 7 de septiembre de 1312 falleció en la ciudad de Jaén su hermano, Fernando IV de Castilla a los veintiséis años de edad.

## Actuaciones durante el reinado de Alfonso XI (1312-1327)

### La primera tutoría de Alfonso XI (1312-1319)

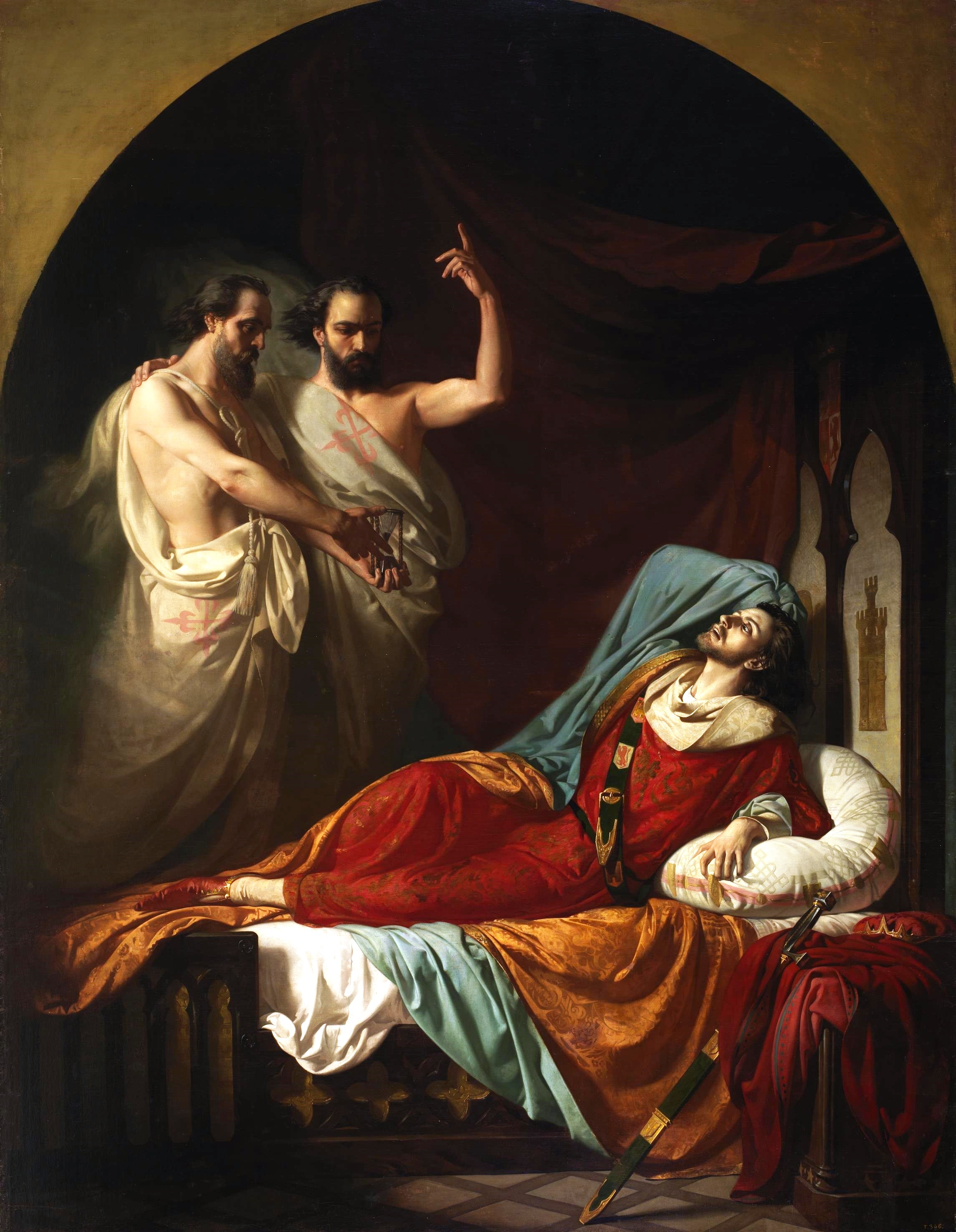
Últimos momentos de Fernando IV el Emplazado. Óleo sobre lienzo de José Casado del Alisal. (1860). Palacio del Senado de España.

Cuando el infante Juan de Castilla el de Tarifa y Juan Núñez de Lara el Menor tuvieron conocimiento de la muerte del rey Fernando IV de Castilla, solicitaron a la reina María de Molina, que se encontraba en Valladolid, que se hiciese cargo de la tutoría de su nieto, Alfonso XI de Castilla, que contaba con un año de edad, pero que no se hiciese cargo de ella el infante Pedro de Castilla, hermano del difunto Fernando IV. No obstante, la reina se negó a hacerse cargo de la tutoría del niño rey y les solicitó que hablasen de ello con su hijo, el infante Pedro.
Juan Núñez de Lara el Menor intentó entonces apoderarse de Alfonso XI, que se encontraba en la ciudad de Ávila. Sin embargo, se lo impidieron las autoridades de la ciudad, prevenidas por la reina María de Molina. Poco después llegó a Ávila el infante Pedro y se negaron a dejarle entrar en la ciudad. Mientras tanto, el infante Juan y Juan Núñez de Lara el Menor, que se encontraban en Burgos, convocaron a los ricoshombres, procuradores y concejos del reino para que se reuniesen en Sahagún, al tiempo que el infante Pedro obtenía la aprobación de la reina María de Molina para ser tutor de su sobrino Alfonso XI durante su minoría de edad. 
Cuando el infante Juan, que se encontraba en Sahagún con los procuradores del reino, supo de la cercanía del infante Pedro de Castilla, le ofendió ante diversos testigos, provocando con ello que el infante Pedro decidiese marchar contra ellos. El infante Juan y sus acompañantes enviaron entonces al infante Felipe de Castilla, hermano del infante Pedro, a parlamentar con este último, quien reconvino a su hermano por formar parte del bando del infante Juan de Castilla el de Tarifa. El infante Felipe presentó a su madre, la reina María de Molina, las proposiciones del infante Juan, consistentes en que ella fuese tutora del rey Alfonso XI junto con el infante Pedro y el infante Juan, a lo que ella accedió.
El infante Pedro de Castilla acudió a las Cortes de Palencia de 1313 acompañado de un ejército de doce mil hombres, después de haberlo reclutado en Asturias y Cantabria, y había acudido a las Cortes sin deseo de entablar combate, pero dispuesto a entablarlo si el otro bando lo deseaba. En el bando del infante Pedro militaban su tío Alfonso Téllez de Molina, hermano de María de Molina, Tello Alfonso de Meneses, hijo del anterior, Rodrigo Álvarez de las Asturias y Fernán Ruiz de Saldaña, entre otros ricoshombres. Los principales partidarios del infante Juan de Castilla el de Tarifa eran el infante Felipe de Castilla, Fernando de la Cerda, y Juan Núñez de Lara el Menor, señor de la Casa de Lara.
En 1314, Alfonso de Valencia, hijo del infante Juan, se dispuso a atacar al infante Felipe en las cercanías de la ciudad de Lugo, donde estuvo a punto de librarse una batalla campal entre ambos, aunque, una vez terminadas las Cortes de Burgos de 1315, Alfonso de Valencia se reconcilió con el infante Felipe en presencia de la reina María de Molina y del infante Juan.
Las Cortes de Burgos de 1315 ratificaron la sentencia emitida por Fernando IV de Castilla sobre el pleito existente entre el concejo de la ciudad de Lugo y su obispo, Juan Fernández. En dichas Cortes se dispuso que el infante Felipe y Alfonso Suárez de Deza, Adelantado mayor de Galicia, hicieran cumplir el fallo emitido por las propias Cortes, pero en 1316 los vecinos de la ciudad de Lugo, a fin de oponerse a lo acordado en las Cortes, le entregaron el señorío de la ciudad al infante Felipe, que lo ocupó sin dificultad. Al mismo tiempo, el infante Felipe ordenó erigir una fortaleza con dos torres en la ciudad de Lugo para defender a los lucenses de los ataques de su propio prelado, y dejó que el concejo de Lugo continuase gobernando la ciudad.
En 1316 fallecieron Alfonso de Valencia, pertiguero mayor de Santiago, y Rodrigo de Padrón, arzobispo de Santiago de Compostela y aliado del infante Felipe de Castilla. La muerte del prelado compostelano provocó que estallara de nuevo la guerra civil por el gobierno de la ciudad de Santiago de Compostela. Los vecinos de la ciudad, viendo vacante la sede compostelana, eligieron un nuevo concejo y, como símbolo de su victoria sobre el difunto arzobispo, arrastraron el pendón arzobispal por las calles de la ciudad. El infante Felipe y el Adelantado mayor de Galicia, Alfonso Suárez de Deza, se mostraron complacidos con los actos de violencia cometidos por los compostelanos contra el poder temporal de la sede compostelana.
El día 15 de julio de 1317 Berenguel de Landoria fue nombrado arzobispo de Santiago de Compostela por el papa Juan XXII. El nuevo arzobispo compostelano, después de ser consagrado en Roma en 1318, emprendió su viaje a Galicia. En Mellid, a medio camino entre Lugo y Santiago de Compostela, salieron a esperarle el infante Felipe y el Adelantado mayor de Galicia, Alfonso Suárez de Deza, que le ofrecieron, en nombre de los vecinos de la ciudad de Santiago de Compostela, entregarle todos los señoríos y propiedades pertenecientes a la sede compostelana, a excepción de la propia ciudad de Santiago de Compostela. 
No obstante, el arzobispo rechazó la propuesta de los dos magnates gallegos y se instaló en el castillo de la Rocha, situado en las cercanías de Santiago de Compostela. Allí el arzobispo aguardó el resultado de las negociaciones emprendidas por el infante Felipe y por Alfonso Suárez de Deza con el concejo compostelano aunque, en realidad, ambos personajes acaudillaban al concejo compostelano en su lucha contra su nuevo arzobispo. El 21 de febrero de 1319 el infante Felipe de Castilla fue nombrado Pertiguero mayor de Santiago por Fray Berenguel de Landoria, arzobispo de Santiago de Compostela. 

### La segunda tutoría de Alfonso XI (1319-1321)
El día 25 de junio de 1319 fallecieron en el Desastre de la Vega de Granada los infantes Pedro y Juan, lo que motivó que la reina María de Molina quedara como única tutora legal de su nieto, el rey Alfonso XI. No obstante, don Juan Manuel, Juan el Tuerto y el infante Felipe intentaron ser reconocidos como tutores de Alfonso XI, lo que provocó que ellos y sus respectivos partidarios se enfrentaran entre sí.

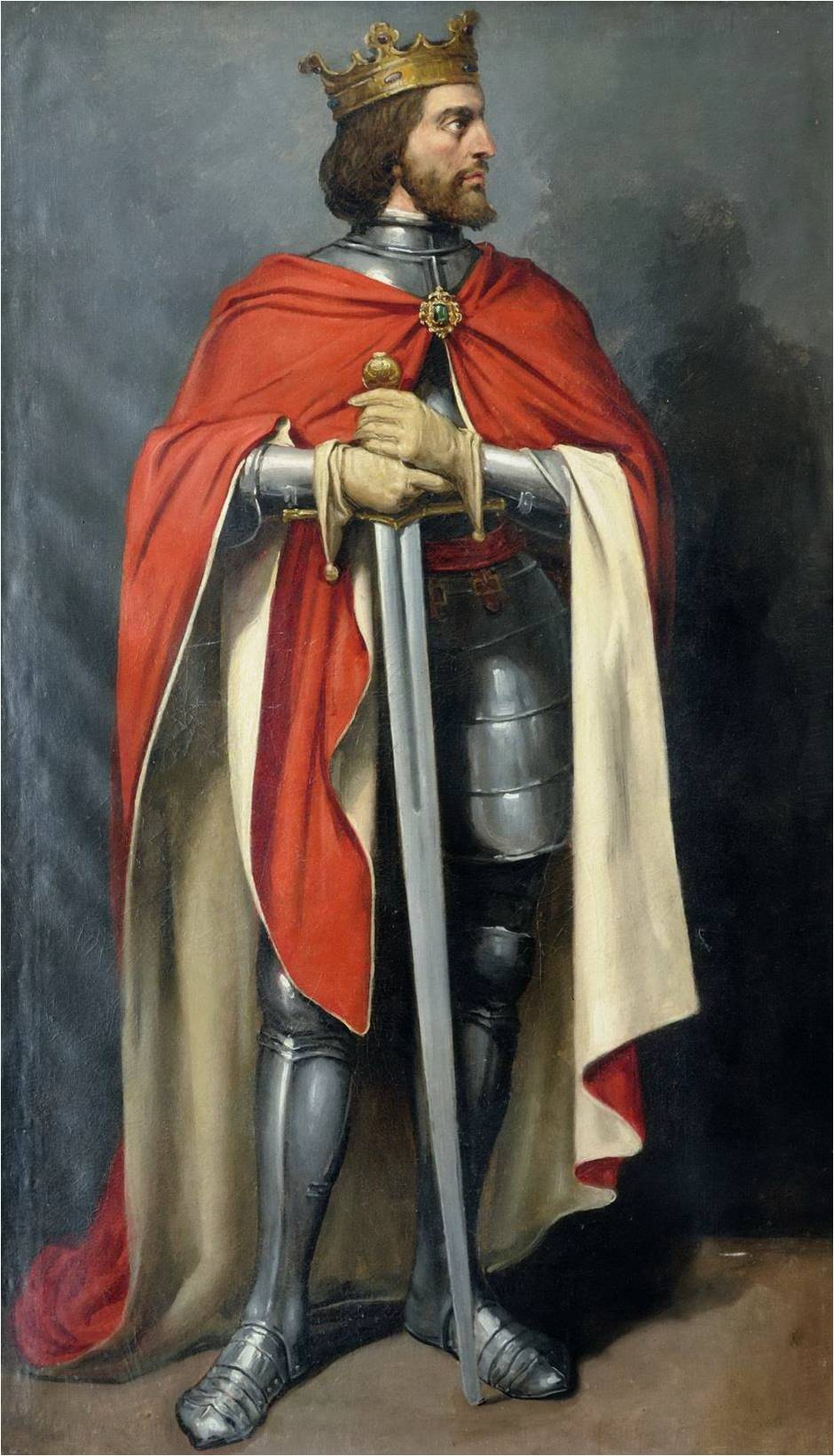
Retrato que representa a Alfonso XI de Castilla.

Poco después de la muerte de los infantes Pedro y Juan en el Desastre de la Vega de Granada, María II Díaz de Haro, viuda del infante Juan y madre de Juan el Tuerto, solicitó para este último a la reina María de Molina el cargo de Adelantado mayor de la frontera de Andalucía, todas las tierras que habían pertenecido a su padre, una soldada de medio millón de maravedíes y una llave de la Cancillería, a fin de poder usar el sello del rey. Excepto esto último, la reina le concedió a Juan el Tuerto todo lo demás.
Cuando don Juan Manuel, que se hallaba en tierras murcianas, tuvo conocimiento de la muerte de los infantes Pedro y Juan en el Desastre de la Vega de Granada, aspiró a ejercer en solitario la tutoría de Alfonso XI. El obispado de Cuenca y las ciudades de Madrid, Cuéllar y Sepúlveda designaron a don Juan Manuel tutor del rey junto con la reina María de Molina.
Poco después don Juan Manuel se entrevistó con la reina María de Molina en la ciudad de Valladolid, y solicitó a la reina que le permitiese ejercer la tutoría del rey junto con ella, a lo que se opuso la reina, lo que provocó el enojo de don Juan Manuel. Poco después, don Juan Manuel y sus partidarios intentaron apoderarse de la ciudad de Ávila, aunque el obispo de la ciudad era fiel partidario de la reina María de Molina. Cuando esta última tuvo conocimiento de los planes de don Juan Manuel, solicitó a Fernando de la Cerda que fuese a socorrer la ciudad de Ávila, a lo que este último se negó.
Cuando la reina tuvo conocimiento de que su hijo, el infante Felipe, se hallaba en la ciudad de Zamora después de haber estado en tierras gallegas, le encomendó que se dirigiese a Ávila e impidiese que don Juan Manuel y sus partidarios se apoderasen de ella. No obstante, para cuando el infante Felipe llegó a las cercanías de Ávila el concejo de la ciudad ya había designado a don Juan Manuel tutor del rey. El infante Felipe desafió a don Juan Manuel a combatir ante los muros de la ciudad, pero este último no aceptó el reto y permaneció dentro de Ávila mientras el ejército del infante Felipe saqueaba algunas aldeas de Segovia que apoyaban a don Juan Manuel y a las que este último no prestó apoyo. Cuando la reina María de Molina tuvo conocimiento de estos hechos, ordenó al infante Felipe que dejase de saquear las tierras que apoyaban a don Juan Manuel y se reuniese con ella en Valladolid.
Mientras tanto, María Díaz de Haro, viuda del infante Juan y madre de Juan el Tuerto, solicitó a la reina María de Molina junto con su hijo que le concediesen los cargos de Merino mayor de Castilla, León y Galicia para que ellos se los confiasen a sus partidarios. A esto se opuso el infante Felipe de Castilla, argumentando que el cargo de Merino mayor de Castilla estaba siendo desempeñado por Garcilaso I de la Vega, y que el cargo de Merino mayor de Galicia siempre había sido desempeñado por alguien designado por el propio infante Felipe, como ya había ocurrido durante la tutoría de los infantes Pedro y Juan. Ante la negativa de la reina María de Molina y del infante Felipe, María Díaz de Haro y Juan el Tuerto se mostraron descontentos y afirmaron que no consentirían que el cargo de Merino mayor de Castilla fuera desempeñado por Garcilaso I de la Vega.
En 1320, don Juan Manuel se atribuyó el cargo de tutor del rey Alfonso XI y comenzó a usar el sello real, a impartir justicia y a conceder tierras a sus partidarios. Cuando Fernando de la Cerda tuvo conocimiento de ello, solicitó a la reina María de Molina que le concediese el cargo de Mayordomo mayor del rey, que era desempeñado en esos momentos por don Juan Manuel. La reina accedió y nombró a Fernando de la Cerda Mayordomo mayor del rey y le entregó además cincuenta mil maravedíes en tierras. Poco después don Juan Manuel y el infante Felipe acordaron ejercer la tutoría del rey junto con la reina María de Molina, a lo que se opuso Juan el Tuerto, quien reunió a los representantes de los concejos que le apoyaban en la ciudad de Burgos, a los que se sumó poco después Fernando de la Cerda.
La situación en Galicia se volvió más inestable, pues mientras se reunían en Pontevedra el arzobispo compostelano y el rey Dionisio I de Portugal, los vecinos de la ciudad de Santiago de Compostela, contando con la aprobación del infante Felipe y del adelantado Alfonso Suárez de Deza, incendiaron el palacio episcopal y las casas de los partidarios del prelado compostelano. En vista de la situación, el arzobispo Berenguel de Landoria acudió a la Corte de Castilla para solicitar la ayuda de la reina María de Molina y, al mismo tiempo, pactó con Juan el Tuerto a fin de impedir que el infante Felipe de Castilla fuera nombrado tutor del rey. En 1320 la reina se entrevistó con el arzobispo de Santiago de Compostela en el municipio vallisoletano de Tordesillas, y a la entrevista también acudió el infante Felipe de Castilla. No obstante, el resultado de la entrevista fue infructuoso, ya que tanto el infante Felipe como el arzobispo compostelano mantuvieron sus respectivas posiciones. 
El arzobispo compostelano regresó a Galicia y fijó su sede en el castillo de la Rocha, donde fue a verle Alfonso Suárez de Deza, Adelantado mayor de Galicia, junto con una comisión de personajes notables compostelanos, a fin de proponerle un nuevo acuerdo. Pero el arzobispo Berenguel de Landoria ordenó asesinar a Alfonso Suárez de Deza y a todos los miembros de la comisión que trataron de defenderle y, los compostelanos, aterrados por los crímenes del arzobispo, le abrieron entonces las puertas de la ciudad de Santiago de Compostela a su arzobispo.
Poco después la reina María de Molina se entrevistó con don Juan Manuel en Tudela de Duero, le ordenó que dejase de utilizar el sello real y le propuso entregarle a cambio una llave de la Cancillería real, a lo que don Juan Manuel se negó, pues deseaba ser nombrado tutor del rey Alfonso XI. Mientras tanto, Juan el Tuerto y sus partidarios, entre los que se contaba Fernando de la Cerda, Pedro Fernández de Castro y Lope Díaz de Haro, se habían reunido en la ciudad de Burgos junto con los representantes de los concejos de Castilla y obtuvieron de éstos la concesión de siete servicios y comenzaron a utilizar un sello de la Hermandad de los concejos de Castilla. En vista de ello, la reina María de Molina y el infante Felipe, que también estaban reunidos con los representantes de los concejos que les apoyaban, obtuvieron de éstos la concesión de seis servicios para poder pagar a sus mesnadas.
Poco después la reina consiguió reconciliar al infante Felipe con don Juan Manuel, y ambos juraron solemnemente en presencia del obispo de Sigüenza y de otros notables del reino que no irían a la frontera por separado ni sin el consentimiento de la reina María de Molina. Poco después el infante Felipe se dirigió a la ciudad de León, se la arrebató a los partidarios de Juan el Tuerto, y dejó al frente de ella a Rodrigo Álvarez de las Asturias. Después, el infante Felipe se dirigió a Mayorga y estando allí estuvo a punto de librarse una batalla entre sus tropas y las de Juan el Tuerto y sus partidarios, quienes saquearon las tierras de los partidarios del infante Felipe, al tiempo que este último saqueaba y devastaba desde Mayorga las tierras que pertenecían a Juan el Tuerto y a su madre.

El infante Felipe de Castilla firmó un acuerdo con los emisarios del rey de Granada en la ciudad de Baeza el día 18 de junio de 1320. En dicho acuerdo se pactó una tregua de tres años entre el reino de Granada y el reino de Castilla y León, que fue rota en 1323. En el Acuerdo de Baeza también tomaron parte activa los concejos de las ciudades más importantes de Andalucía, como Córdoba, Jaén, y Sevilla, aunque también intervinieron en la redacción del acuerdo de paz las Órdenes militares, cuyas posesiones y fortalezas eran vitales para mantener el equilibrio estratégico entre los ricoshombres y la Corona. Tras el Acuerdo de Baeza de 1320 se inauguró un período de relativa tranquilidad entre el reino de Granada y el reino de Castilla y León, que se vio alterado cuando expiró la tregua acordada en Baeza. Por su parte, don Juan Manuel, que actuaba como tutor del rey con potestad en los asuntos murcianos, pactó su propia tregua con el reino de Granada, y su suegro, Jaime II de Aragón, actuó de igual modo.

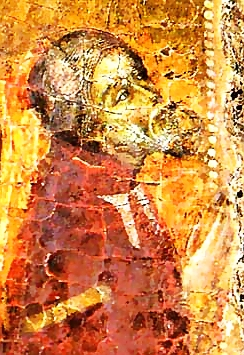
Retrato que se supone representa a don Juan Manuel, hijo del infante Manuel de Castilla, y nieto de Fernando III de Castilla. (Catedral de Murcia).

La reina María de Molina contaba con el apoyo de su hijo, el infante Felipe, quien, a pesar de haberse enemistado en un principio con él, terminó aliándose con don Juan Manuel a fin de oponerse conjuntamente a Juan el Tuerto, hijo del difunto infante Juan, y a sus partidarios, entre los que destacaba Fernando de la Cerda, nieto de Alfonso X el Sabio. No obstante, la alianza entre el infante Felipe y don Juan Manuel se quebró en el otoño de 1320, cuando los reinos de Sevilla y Jaén nombraron tutor al infante Felipe, y el reino de Córdoba hizo lo propio con don Juan Manuel. 
La mayor parte de las ciudades de Andalucía respaldaba la candidatura del infante Felipe de Castilla, pero don Juan Manuel contaba con numerosos partidarios en la ciudad de Córdoba, entre los que se contaban Juan Ponce de Cabrera, bisnieto de Alfonso IX de León y señor de Cabra, Fernando Gutiérrez de los Ríos, obispo de Córdoba, Fernando Díaz Carrillo, señor de Santa Eufemia y alcalde mayor de Córdoba, y Pedro Alfonso de Haro, señor de Chillón. Los principales partidarios del infante Felipe de Castilla en la ciudad de Córdoba eran Arias de Cabrera, hermano de Juan Ponce de Cabrera, Alfonso Fernández de Córdoba, señor de Cañete de las Torres y Adelantado mayor de la frontera de Andalucía, Pay Arias de Castro, señor de Espejo y alcalde mayor de Córdoba, Fernando Alfonso de Córdoba, Alguacil mayor de Córdoba y alcaide de Alcaudete, Martín Alfonso de Córdoba, hermano del anterior y Alférez mayor de Córdoba, y Pedro Ximénez de Góngora, señor de Cañaveral.
En el otoño de 1320 hubo graves enfrentamientos en la ciudad de Córdoba entre los partidarios del infante Felipe y los de don Juan Manuel. Los representantes municipales de la ciudad de Córdoba solicitaron a la reina María de Molina, abuela de Alfonso XI de Castilla, que destituyese a los oficiales municipales de la ciudad y les permitiese elegir a otros en asamblea vecinal, a lo que no accedió la reina. La negativa de la reina provocó el descontento popular, a pesar de que los partidarios del infante Felipe, entre los que se contaban Pay Arias de Castro, Fernando Alfonso de Córdoba y Martín Alfonso de Córdoba, intentaron defender la legalidad vigente, representada por la reina María de Molina, abuela del monarca. Juan Ponce de Cabrera y sus partidarios sitiaron el Alcázar de los Reyes Cristianos de Córdoba, donde se habían refugiado los partidarios de la reina, y cuando estos últimos tuvieron conocimiento de que don Juan Manuel se acercaba a Córdoba con su ejército para apoyar a los sitiadores, pactaron su rendición y salieron de la ciudad, dirigiéndose a Castro del Río, municipio al que posteriormente le sería concedido el título de Leal por Alfonso XI de Castilla, junto con otras mercedes.
Tras la salida de Córdoba de los principales partidarios del infante Felipe de Castilla y de la reina María de Molina, los nobles que se habían apoderado de ella, entre los que se contaba Juan Ponce de Cabrera, pactaron con don Juan Manuel y le reconocieron como tutor del rey Alfonso XI en septiembre de 1320, a cambio de que don Juan Manuel aprobara las demandas que los cordobeses habían presentado anteriormente a la reina María de Molina. El reconocimiento de don Juan Manuel como tutor del rey por el concejo cordobés quebrantaba los acuerdos pactados en Peñaflor el día 23 de abril de 1320, que habían sido rubricados por la Hermandad General de Andalucía, a pesar de que dicho reconocimiento contaba con el respaldo popular. En el otoño de 1320 ya actuaba don Juan Manuel como tutor del rey en Córdoba, confirmando privilegios, franquezas y mercedes, como el privilegio concedido a la iglesia de San Pablo de Córdoba y, al mismo tiempo, don Juan Manuel designó a quince hombres buenos que deberían actuar como regidores de la ciudad.
El día 14 de diciembre de 1320, hallándose el infante Felipe de Castilla en la ciudad de Écija, escribió una carta al concejo de la ciudad de Niebla en la que aseguraba al concejo que, a cambio de que lo reconocieran como tutor de Alfonso XI, confirmaría los fueros y privilegios del municipio. Además, en la misma carta el infante Felipe se comprometía a guardar y defender los ordenamientos de la Hermandad General de Andalucía, excepto los del reino de Córdoba, que había reconocido como tutor a don Juan Manuel.
En vista de la situación, la reina María de Molina decidió apelar a la Santa Sede y solicitar la intervención del papa Juan XXII, quien envió una delegación presidida por el cardenal de Santa Sabina, que consiguió imponer una leve tregua entre las distintas facciones rivales. El cardenal llegó a la ciudad de Valladolid a principios de 1321, donde fue recibido con todos los honores. El cardenal se reunió, poco después de su llegada, con Juan el Tuerto y con Fernando de la Cerda, pero ambos sólo consintieron en permitir que la reina María de Molina retrasara su decisión final respecto a la tutoría. La reina convocó entonces Cortes en Palencia para el próximo mes de abril de 1321, y comunicó dicha convocatoria a don Juan Manuel y al infante Felipe de Castilla, su hijo.
Poco después el cardenal de Santa Sabina se entrevistó con don Juan Manuel en Portillo, le entregó al magnate castellano una carta del papa, y le acusó abiertamente de ser el causante de los disturbios existentes por actuar como tutor del rey sin el respaldo de las Cortes. Don Juan Manuel se disculpó ante el cardenal argumentando que eran muchos los concejos que le apoyaban, a lo que el cardenal replicó amenazándole de diversos modos. Don Juan Manuel solicitó entonces al cardenal un plazo para poder decidir sus próximos movimientos. Poco después el cardenal consiguió que Juan el Tuerto renunciase a la tutoría del rey, aunque este último puso como condición para su renuncia que el infante Felipe también renunciase a la misma. El infante Felipe comunicó entonces que él estaba dispuesto a hacer lo que le indicase su madre, siempre que ella no favoreciera los intereses de don Juan Manuel y, poco después, el cardenal de Santa Sabina regresó junto a la reina.
El día 1 de julio de 1321 falleció en la ciudad de Valladolid la reina María de Molina. Antes de morir, la reina convocó a los caballeros del Concejo de Valladolid y les encomendó a su nieto Alfonso XI a fin de que velasen por él, le cuidasen y le protegiesen.

### La tercera tutoría de Alfonso XI (1321-1325)
La defunción de la reina María de Molina provocó que la tutoría de Alfonso XI fuera ejercida, aunque sin contar con el respaldo de las Cortes, por Juan el Tuerto, don Juan Manuel y el infante Felipe de Castilla. Este último fue reconocido como tutor en las Cortes de Valladolid de 1322, que él mismo había convocado, por un periodo de cuatro años, en espera de que el rey Alfonso XI alcanzara la mayoría de edad.

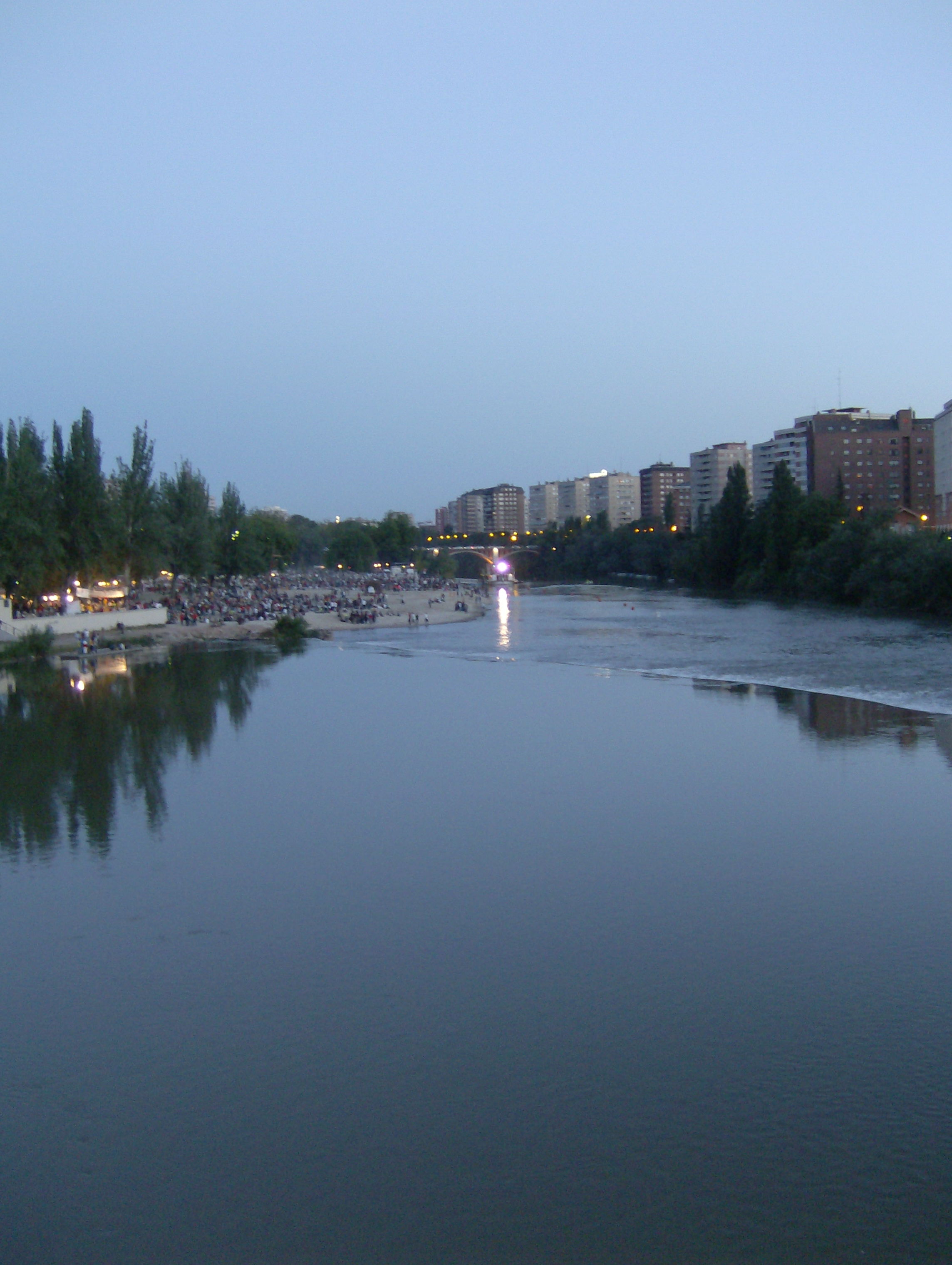
El río Pisuerga a su paso por la ciudad de Valladolid. En las Cortes de Valladolid de 1322 el infante Felipe fue reconocido como tutor del rey Alfonso XI por un período de cuatro años, hasta que el monarca alcanzase la mayoría de edad.

La solución de una tutoría compartida de Alfonso XI no satisfizo a ninguno de los tres tutores, en especial a Juan el Tuerto, quien, apenas transcurrido un mes desde que finalizaron las Cortes de Valladolid de 1322, convocó otras en la misma ciudad. La inestabilidad del reino estaba siendo aprovechada por los ricoshombres, que cometían muchos robos y asesinatos en sus áreas de influencia, contando con el apoyo de los diferentes tutores del rey, que no deseaban perder su apoyo.
En 1323 estalló un conflicto interno en la Orden de Calatrava y el infante Felipe ordenó a García Sánchez, alcaide del alcázar de Jaén, y a los concejos del obispado de Jaén que acudiesen a Ciudad Real a fin de combatir al Maestre de la Orden de Calatrava, Al mismo tiempo, el infante Felipe aprobó la acción llevada a cabo por el alcaide de Jaén y por el concejo de Ciudad Real, quienes habían incendiado el municipio de Miguelturra.
A comienzos de 1324 Juan el Tuerto convocó en Burgos a García de Villamayor, Juan Rodríguez de Rojas, Juan Martínez de Leiva y Garcilaso de la Vega, partidarios todos ellos del infante Felipe, y ordenó dar muerte a los dos primeros y prender a Juan Martínez de Leiva, aunque Garcilaso de la Vega no acudió al encuentro, pues temía que fuera una argucia de Juan el Tuerto.
La ciudad de Zamora abandonó el partido de Juan el Tuerto y envió una delegación a Sevilla, a fin de reconocer como tutor al infante Felipe a cambio de su protección frente a los ataques de Juan el Tuerto. Este último, al tener noticia de ello, solicitó la ayuda de don Juan Manuel, y ambos se dirigieron a Zamora con el propósito de sorprender allí al infante Felipe. A continuación estuvo a punto de librarse una batalla campal entre los tres tutores, aunque al final ninguno de los tres se atrevió a iniciar la batalla. Por ello, don Juan Manuel y Juan el Tuerto se dirigieron a Corrales, y el infante Felipe se dirigió junto con sus tropas a los arrabales de la cercana ciudad de Zamora.
Cuando Alfonso XI, que se encontraba en Valladolid, tuvo conocimiento de la batalla campal que había estado a punto de librarse entre sus tres tutores, ordenó reunir a los caballeros que le acompañaban en su Corte y a los representantes del concejo de Valladolid. Todos ellos acordaron enviar mensajeros a los tres tutores para intentar mediar en el conflicto. Poco después, los tres tutores estuvieron a punto de alcanzar un acuerdo de paz, pero la negativa de Juan el Tuerto a reconciliarse con Garcilaso de la Vega, partidario del infante Felipe, frustró el intento. Don Juan Manuel se dirigió entonces a Escalona, Juan el Tuerto a Vizcaya, y el infante Felipe a Zamora, donde este último fue reconocido como tutor. Desde allí, el infante Felipe se dirigió a la Tierra de Campos para devastar las propiedades de don Juan Manuel. Cuando Juan el Tuerto tuvo conocimiento de ello puso sitio al municipio de San Pedro de Latarce, que pertenecía a Álvar Núñez Osorio, partidario del infante Felipe de Castilla, y se apoderó de él. Poco después, el infante Felipe se apoderó pacíficamente del municipio de Portillo y saqueó las propiedades de los partidarios de don Juan Manuel que allí moraban.
Poco después el infante Felipe de Castilla se apoderó de la ciudad de Segovia, excepto de su alcázar, fue reconocido como tutor en ella, y dejó al frente de ella a Pedro Lasso de la Vega, hijo de Garcilaso I de la Vega. No obstante, los vecinos de Segovia se sublevaron contra Pedro Lasso de la Vega debido a los desafueros cometidos por este último, y mataron a varios de los partidarios del infante Felipe de Castilla.
Poco después las ciudad de Sevilla abandonó el partido del infante Felipe, pues el almirante Alonso Jofre Tenorio, con la ayuda de algunos ricoshombres, caballeros y ciudadanos, expulsó a los partidarios del infante Felipe, y recibió de Alfonso XI la orden de no dejar entrar en Sevilla al infante Felipe ni a ninguno de los otros tutores. La pérdida de Sevilla supuso un importante revés para las aspiraciones del infante Felipe, quien se dirigió a la frontera de Andalucía para reforzar sus posiciones. Hallándose el infante Felipe en Carmona, tuvo conocimiento de que en Jerez de la Frontera se preparaba un movimiento contra él análogo al de Sevilla. Por ello, el infante Felipe de Castilla se dirigió a Jerez de la Frontera y ordenó ejecutar de forma cruel a diez habitantes de la ciudad, acusándolos de traición, pues pretendían entregar la ciudad a los musulmanes.

### Mayoría de edad de Alfonso XI y muerte del infante Felipe (1325-1327)
En agosto de 1325 Alfonso XI cumplió catorce años y alcanzó la mayoría de edad. Don Juan Manuel, Juan el Tuerto y el infante Felipe de Castilla abandonaron entonces sus respectivos cargos de tutores del rey y entregaron al monarca las cartas blancas que tenían con el sello real. El infante Felipe continuó ejerciendo su influencia en la Corte castellana a través de varios de sus antiguos partidarios, entre los que se contaban Álvar Núñez Osorio, Juan Martínez de Leiva y Garcilaso I de la Vega, quienes pasaron a ser los nuevos privados del rey Alfonso XI de Castilla y ejercieron una notable influencia política en el reino de Castilla y León durante los primeros años de la mayoría de edad de Alfonso XI.
En diciembre de 1325 el infante Felipe fue nombrado Mayordomo mayor del rey Alfonso XI de Castilla, cargo que desempeñó hasta enero de 1327, año en que falleció. El día 12 de abril de 1327, hallándose en Madrid, el infante Felipe otorgó testamento, en el que, entre otras disposiciones, ordenaba ser enterrado en el monasterio de Santa Clara de Allariz, en Galicia. Al mismo tiempo, el infante Felipe dispuso en su testamento que, en caso de que su esposa estuviese embarazada en el momento de su defunción, fuese su heredero el niño o la niña que naciese, y que en caso de no ser así, heredase sus bienes su hija ilegítima María, nacida de su relación con Estefanía Gómez.
El infante Felipe de Castilla falleció en la ciudad de Madrid en el mes de abril de 1327, aunque se desconoce la fecha exacta, a los treinta y cinco años de edad. Fue el único hijo varón de la reina María de Molina que la sobrevivió, pues ella había fallecido el día 1 de julio de 1321.

## Sepultura

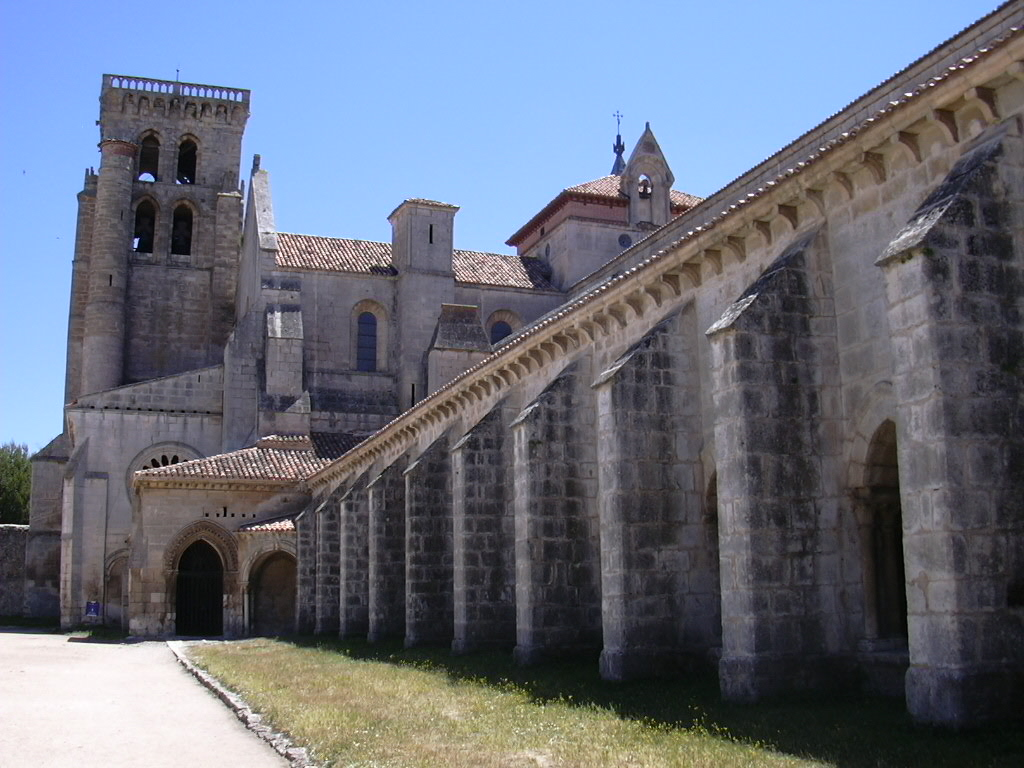
Monasterio de Santa María la Real de las Huelgas.

Existe controversia entre los historiadores sobre el paradero de los restos mortales del infante Felipe de Castilla, pues mientras que algunos señalan que fue sepultado en el Monasterio de Santa María la Real de las Huelgas en Burgos, otros afirman que fue sepultado, junto a su esposa Margarita de la Cerda, en el monasterio de Santa Clara de Allariz. 
En el monasterio de las Huelgas de Burgos se conserva un sepulcro de piedra liso que por tradición ha sido adjudicado al infante Felipe de Castilla. En el interior del sepulcro, según se comprobó durante una exploración arqueológica llevada a cabo en la década de los cuarenta del siglo XX, se encontraban, en completo desorden, huesos sueltos, restos de tejidos y tablas sueltas del ataúd, pues casi todos los sepulcros habían sido profanados por los soldados franceses durante la Guerra de la Independencia Española.
No obstante lo anterior, en el coro del monasterio de Santa Clara de Allariz se encontraban dos tumbas altas de madera en las que se aseguraba que reposaban los restos del infante Felipe y los de su esposa, Margarita de la Cerda, y según consta en el testamento de esta última, otorgado en Santa Olalla el día 4 de mayo de 1328, el infante Felipe ya había sido enterrado allí, y su esposa también deseaba ser sepultada en el mismo lugar.

## Matrimonio y descendencia
El infante Felipe de Castilla contrajo matrimonio, antes del mes de noviembre de 1315, con Margarita de la Cerda, hija de Alfonso de la Cerda y de Mahalda de Brienne y bisnieta por parte paterna de Alfonso X de Castilla, aunque el matrimonio no tuvo descendencia.
Fruto de la relación extramatrimonial del infante Felipe con una dama llamada Estefanía Gómez nació una hija: 
- María de Castilla. Su existencia aparece confirmada en el testamento del infante, otorgado el día 12 de abril de 1327.[3]

## Ancestros
| \| \| \| \| \| \| \| \| \| \| \| \| \| \| \| \| \| \| \| \| 16. Alfonso IX de León (=12) \| \| \| \| \| \| \| \| \| \| \| \| \| \| \| \| \| \| \| \| \| \| \| \| \| \| \| \| \| \| \| \| \| \| \| \| \| \| \| \| \| \| \| \| \| \| \| \| \| \| \| \| \| \| 8. Fernando III de Castilla \| \| \| \| \| \| \| \| \| \| \| \| \| \| \| \| \| \| \| \| \| \| \| \| \| \| \| \| \| \| \| \| \| \| \| \| \| \| \| \| \| \| \| \| \| \| \| \| \| \| \| \| \| \| 17. Berenguela de Castilla (=13) \| \| \| \| \| \| \| \| \| \| \| \| \| \| \| \| \| \| \| \| \| \| \| \| \| \| \| \| \| \| \| \| \| \| \| \| \| \| \| \| \| \| \| \| \| \| \| \| \| \| \| \| \| \| 4. Alfonso X de Castilla \| \| \| \| \| \| \| \| \| \| \| \| \| \| \| \| \| \| \| \| \| \| \| \| \| \| \| \| \| \| \| \| \| \| \| \| \| \| \| \| \| \| \| \| \| \| \| \| \| \| \| \| \| \| 18. Felipe de Suabia \| \| \| \| \| \| \| \| \| \| \| \| \| \| \| \| \| \| \| \| \| \| \| \| \| \| \| \| \| \| \| \| \| \| \| \| \| \| \| \| \| \| \| \| \| \| \| \| \| \| \| \| \| \| 9. Beatriz de Suabia \| \| \| \| \| \| \| \| \| \| \| \| \| \| \| \| \| \| \| \| \| \| \| \| \| \| \| \| \| \| \| \| \| \| \| \| \| \| \| \| \| \| \| \| \| \| \| \| \| \| \| \| \| \| 19. Irene Ángelo \| \| \| \| \| \| \| \| \| \| \| \| \| \| \| \| \| \| \| \| \| \| \| \| \| \| \| \| \| \| \| \| \| \| \| \| \| \| \| \| \| \| \| \| \| \| \| \| \| \| \| \| \| \| 2. Sancho IV de Castilla \| \| \| \| \| \| \| \| \| \| \| \| \| \| \| \| \| \| \| \| \| \| \| \| \| \| \| \| \| \| \| \| \| \| \| \| \| \| \| \| \| \| \| \| \| \| \| \| \| \| \| \| \| \| 20. Pedro II de Aragón \| \| \| \| \| \| \| \| \| \| \| \| \| \| \| \| \| \| \| \| \| \| \| \| \| \| \| \| \| \| \| \| \| \| \| \| \| \| \| \| \| \| \| \| \| \| \| \| \| \| \| \| \| \| 10. Jaime I de Aragón \| \| \| \| \| \| \| \| \| \| \| \| \| \| \| \| \| \| \| \| \| \| \| \| \| \| \| \| \| \| \| \| \| \| \| \| \| \| \| \| \| \| \| \| \| \| \| \| \| \| \| \| \| \| 21. María de Montpellier \| \| \| \| \| \| \| \| \| \| \| \| \| \| \| \| \| \| \| \| \| \| \| \| \| \| \| \| \| \| \| \| \| \| \| \| \| \| \| \| \| \| \| \| \| \| \| \| \| \| \| \| \| \| 5. Violante de Aragón \| \| \| \| \| \| \| \| \| \| \| \| \| \| \| \| \| \| \| \| \| \| \| \| \| \| \| \| \| \| \| \| \| \| \| \| \| \| \| \| \| \| \| \| \| \| \| \| \| \| \| \| \| \| 22. Andrés II de Hungría \| \| \| \| \| \| \| \| \| \| \| \| \| \| \| \| \| \| \| \| \| \| \| \| \| \| \| \| \| \| \| \| \| \| \| \| \| \| \| \| \| \| \| \| \| \| \| \| \| \| \| \| \| \| 11. Violante de Hungría \| \| \| \| \| \| \| \| \| \| \| \| \| \| \| \| \| \| \| \| \| \| \| \| \| \| \| \| \| \| \| \| \| \| \| \| \| \| \| \| \| \| \| \| \| \| \| \| \| \| \| \| \| \| 23. Violante de Courtenay \| \| \| \| \| \| \| \| \| \| \| \| \| \| \| \| \| \| \| \| \| \| \| \| \| \| \| \| \| \| \| \| \| \| \| \| \| \| \| \| \| \| \| \| \| \| \| \| \| \| \| \| \| \| 1. Felipe de Castilla \| \| \| \| \| \| \| \| \| \| \| \| \| \| \| \| \| \| \| \| \| \| \| \| \| \| \| \| \| \| \| \| \| \| \| \| \| \| \| \| \| \| \| \| \| \| \| \| \| \| \| \| \| \| 24. Fernando II de León \| \| \| \| \| \| \| \| \| \| \| \| \| \| \| \| \| \| \| \| \| \| \| \| \| \| \| \| \| \| \| \| \| \| \| \| \| \| \| \| \| \| \| \| \| \| \| \| \| \| \| \| \| \| 12. Alfonso IX de León \| \| \| \| \| \| \| \| \| \| \| \| \| \| \| \| \| \| \| \| \| \| \| \| \| \| \| \| \| \| \| \| \| \| \| \| \| \| \| \| \| \| \| \| \| \| \| \| \| \| \| \| \| \| 25. Urraca de Portugal \| \| \| \| \| \| \| \| \| \| \| \| \| \| \| \| \| \| \| \| \| \| \| \| \| \| \| \| \| \| \| \| \| \| \| \| \| \| \| \| \| \| \| \| \| \| \| \| \| \| \| \| \| \| 6. Alfonso de Molina \| \| \| \| \| \| \| \| \| \| \| \| \| \| \| \| \| \| \| \| \| \| \| \| \| \| \| \| \| \| \| \| \| \| \| \| \| \| \| \| \| \| \| \| \| \| \| \| \| \| \| \| \| \| 26. Alfonso VIII de Castilla \| \| \| \| \| \| \| \| \| \| \| \| \| \| \| \| \| \| \| \| \| \| \| \| \| \| \| \| \| \| \| \| \| \| \| \| \| \| \| \| \| \| \| \| \| \| \| \| \| \| \| \| \| \| 13. Berenguela de Castilla \| \| \| \| \| \| \| \| \| \| \| \| \| \| \| \| \| \| \| \| \| \| \| \| \| \| \| \| \| \| \| \| \| \| \| \| \| \| \| \| \| \| \| \| \| \| \| \| \| \| \| \| \| \| 27. Leonor Plantagenet \| \| \| \| \| \| \| \| \| \| \| \| \| \| \| \| \| \| \| \| \| \| \| \| \| \| \| \| \| \| \| \| \| \| \| \| \| \| \| \| \| \| \| \| \| \| \| \| \| \| \| \| \| \| 3. María de Molina \| \| \| \| \| \| \| \| \| \| \| \| \| \| \| \| \| \| \| \| \| \| \| \| \| \| \| \| \| \| \| \| \| \| \| \| \| \| \| \| \| \| \| \| \| \| \| \| \| \| \| \| \| \| 28. Alfonso Téllez de Meneses \| \| \| \| \| \| \| \| \| \| \| \| \| \| \| \| \| \| \| \| \| \| \| \| \| \| \| \| \| \| \| \| \| \| \| \| \| \| \| \| \| \| \| \| \| \| \| \| \| \| \| \| \| \| 14. Alfonso Téllez II de Meneses \| \| \| \| \| \| \| \| \| \| \| \| \| \| \| \| \| \| \| \| \| \| \| \| \| \| \| \| \| \| \| \| \| \| \| \| \| \| \| \| \| \| \| \| \| \| \| \| \| \| \| \| \| \| 29. Elvira Rodríguez Girón \| \| \| \| \| \| \| \| \| \| \| \| \| \| \| \| \| \| \| \| \| \| \| \| \| \| \| \| \| \| \| \| \| \| \| \| \| \| \| \| \| \| \| \| \| \| \| \| \| \| \| \| \| \| 7. Mayor Alfonso de Meneses \| \| \| \| \| \| \| \| \| \| \| \| \| \| \| \| \| \| \| \| \| \| \| \| \| \| \| \| \| \| \| \| \| \| \| \| \| \| \| \| \| \| \| \| \| \| \| \| \| \| \| \| \| \| 30. Juan Fernandes de Lima \| \| \| \| \| \| \| \| \| \| \| \| \| \| \| \| \| \| \| \| \| \| \| \| \| \| \| \| \| \| \| \| \| \| \| \| \| \| \| \| \| \| \| \| \| \| \| \| \| \| \| \| \| \| 15. María Yáñez de Lima \| \| \| \| \| \| \| \| \| \| \| \| \| \| \| \| \| \| \| \| \| \| \| \| \| \| \| \| \| \| \| \| \| \| \| \| \| \| \| \| \| \| \| \| \| \| \| \| \| \| \| \| \| \| 31. María Pais da Ribeira \| \| \| \| \| \| \| \| \| \| \| \| \| \| \| \| \| \| \| \| \| \| \| \| \| \| \| \| \| \| \| \| \| \| \| \| \| \| \| \| \| \| \| \| \| \| \| \| \| \| \| \| |                                  |  |  |  |  |  |  |  |  |  |  |  |  |  |  |  |
| |                                  |  |  |  |  |  |  |  |  |  |  |  |  |  |  |  |
| | 16. Alfonso IX de León (=12)     |  |  |  |  |  |  |  |  |  |  |  |  |  |  |  |
| |                                  |  |  |  |  |  |  |  |  |  |  |  |  |  |  |  |
| |                                  |  |  |  |  |  |  |  |  |  |  |  |  |  |  |  |
| | 8. Fernando III de Castilla      |  |  |  |  |  |  |  |  |  |  |  |  |  |  |  |
| |                                  |  |  |  |  |  |  |  |  |  |  |  |  |  |  |  |
| |                                  |  |  |  |  |  |  |  |  |  |  |  |  |  |  |  |
| | 17. Berenguela de Castilla (=13) |  |  |  |  |  |  |  |  |  |  |  |  |  |  |  |
| |                                  |  |  |  |  |  |  |  |  |  |  |  |  |  |  |  |
| |                                  |  |  |  |  |  |  |  |  |  |  |  |  |  |  |  |
| | 4. Alfonso X de Castilla         |  |  |  |  |  |  |  |  |  |  |  |  |  |  |  |
| |                                  |  |  |  |  |  |  |  |  |  |  |  |  |  |  |  |
| |                                  |  |  |  |  |  |  |  |  |  |  |  |  |  |  |  |
| | 18. Felipe de Suabia             |  |  |  |  |  |  |  |  |  |  |  |  |  |  |  |
| |                                  |  |  |  |  |  |  |  |  |  |  |  |  |  |  |  |
| |                                  |  |  |  |  |  |  |  |  |  |  |  |  |  |  |  |
| | 9. Beatriz de Suabia             |  |  |  |  |  |  |  |  |  |  |  |  |  |  |  |
| |                                  |  |  |  |  |  |  |  |  |  |  |  |  |  |  |  |
| |                                  |  |  |  |  |  |  |  |  |  |  |  |  |  |  |  |
| | 19. Irene Ángelo                 |  |  |  |  |  |  |  |  |  |  |  |  |  |  |  |
| |                                  |  |  |  |  |  |  |  |  |  |  |  |  |  |  |  |
| |                                  |  |  |  |  |  |  |  |  |  |  |  |  |  |  |  |
| | 2. Sancho IV de Castilla         |  |  |  |  |  |  |  |  |  |  |  |  |  |  |  |
| |                                  |  |  |  |  |  |  |  |  |  |  |  |  |  |  |  |
| |                                  |  |  |  |  |  |  |  |  |  |  |  |  |  |  |  |
| | 20. Pedro II de Aragón           |  |  |  |  |  |  |  |  |  |  |  |  |  |  |  |
| |                                  |  |  |  |  |  |  |  |  |  |  |  |  |  |  |  |
| |                                  |  |  |  |  |  |  |  |  |  |  |  |  |  |  |  |
| | 10. Jaime I de Aragón            |  |  |  |  |  |  |  |  |  |  |  |  |  |  |  |
| |                                  |  |  |  |  |  |  |  |  |  |  |  |  |  |  |  |
| |                                  |  |  |  |  |  |  |  |  |  |  |  |  |  |  |  |
| | 21. María de Montpellier         |  |  |  |  |  |  |  |  |  |  |  |  |  |  |  |
| |                                  |  |  |  |  |  |  |  |  |  |  |  |  |  |  |  |
| |                                  |  |  |  |  |  |  |  |  |  |  |  |  |  |  |  |
| | 5. Violante de Aragón            |  |  |  |  |  |  |  |  |  |  |  |  |  |  |  |
| |                                  |  |  |  |  |  |  |  |  |  |  |  |  |  |  |  |
| |                                  |  |  |  |  |  |  |  |  |  |  |  |  |  |  |  |
| | 22. Andrés II de Hungría         |  |  |  |  |  |  |  |  |  |  |  |  |  |  |  |
| |                                  |  |  |  |  |  |  |  |  |  |  |  |  |  |  |  |
| |                                  |  |  |  |  |  |  |  |  |  |  |  |  |  |  |  |
| | 11. Violante de Hungría          |  |  |  |  |  |  |  |  |  |  |  |  |  |  |  |
| |                                  |  |  |  |  |  |  |  |  |  |  |  |  |  |  |  |
| |                                  |  |  |  |  |  |  |  |  |  |  |  |  |  |  |  |
| | 23. Violante de Courtenay        |  |  |  |  |  |  |  |  |  |  |  |  |  |  |  |
| |                                  |  |  |  |  |  |  |  |  |  |  |  |  |  |  |  |
| |                                  |  |  |  |  |  |  |  |  |  |  |  |  |  |  |  |
| | 1. Felipe de Castilla            |  |  |  |  |  |  |  |  |  |  |  |  |  |  |  |
| |                                  |  |  |  |  |  |  |  |  |  |  |  |  |  |  |  |
| |                                  |  |  |  |  |  |  |  |  |  |  |  |  |  |  |  |
| | 24. Fernando II de León          |  |  |  |  |  |  |  |  |  |  |  |  |  |  |  |
| |                                  |  |  |  |  |  |  |  |  |  |  |  |  |  |  |  |
| |                                  |  |  |  |  |  |  |  |  |  |  |  |  |  |  |  |
| | 12. Alfonso IX de León           |  |  |  |  |  |  |  |  |  |  |  |  |  |  |  |
| |                                  |  |  |  |  |  |  |  |  |  |  |  |  |  |  |  |
| |                                  |  |  |  |  |  |  |  |  |  |  |  |  |  |  |  |
| | 25. Urraca de Portugal           |  |  |  |  |  |  |  |  |  |  |  |  |  |  |  |
| |                                  |  |  |  |  |  |  |  |  |  |  |  |  |  |  |  |
| |                                  |  |  |  |  |  |  |  |  |  |  |  |  |  |  |  |
| | 6. Alfonso de Molina             |  |  |  |  |  |  |  |  |  |  |  |  |  |  |  |
| |                                  |  |  |  |  |  |  |  |  |  |  |  |  |  |  |  |
| |                                  |  |  |  |  |  |  |  |  |  |  |  |  |  |  |  |
| | 26. Alfonso VIII de Castilla     |  |  |  |  |  |  |  |  |  |  |  |  |  |  |  |
| |                                  |  |  |  |  |  |  |  |  |  |  |  |  |  |  |  |
| |                                  |  |  |  |  |  |  |  |  |  |  |  |  |  |  |  |
| | 13. Berenguela de Castilla       |  |  |  |  |  |  |  |  |  |  |  |  |  |  |  |
| |                                  |  |  |  |  |  |  |  |  |  |  |  |  |  |  |  |
| |                                  |  |  |  |  |  |  |  |  |  |  |  |  |  |  |  |
| | 27. Leonor Plantagenet           |  |  |  |  |  |  |  |  |  |  |  |  |  |  |  |
| |                                  |  |  |  |  |  |  |  |  |  |  |  |  |  |  |  |
| |                                  |  |  |  |  |  |  |  |  |  |  |  |  |  |  |  |
| | 3. María de Molina               |  |  |  |  |  |  |  |  |  |  |  |  |  |  |  |
| |                                  |  |  |  |  |  |  |  |  |  |  |  |  |  |  |  |
| |                                  |  |  |  |  |  |  |  |  |  |  |  |  |  |  |  |
| | 28. Alfonso Téllez de Meneses    |  |  |  |  |  |  |  |  |  |  |  |  |  |  |  |
| |                                  |  |  |  |  |  |  |  |  |  |  |  |  |  |  |  |
| |                                  |  |  |  |  |  |  |  |  |  |  |  |  |  |  |  |
| | 14. Alfonso Téllez II de Meneses |  |  |  |  |  |  |  |  |  |  |  |  |  |  |  |
| |                                  |  |  |  |  |  |  |  |  |  |  |  |  |  |  |  |
| |                                  |  |  |  |  |  |  |  |  |  |  |  |  |  |  |  |
| | 29. Elvira Rodríguez Girón       |  |  |  |  |  |  |  |  |  |  |  |  |  |  |  |
| |                                  |  |  |  |  |  |  |  |  |  |  |  |  |  |  |  |
| |                                  |  |  |  |  |  |  |  |  |  |  |  |  |  |  |  |
| | 7. Mayor Alfonso de Meneses      |  |  |  |  |  |  |  |  |  |  |  |  |  |  |  |
| |                                  |  |  |  |  |  |  |  |  |  |  |  |  |  |  |  |
| |                                  |  |  |  |  |  |  |  |  |  |  |  |  |  |  |  |
| | 30. Juan Fernandes de Lima       |  |  |  |  |  |  |  |  |  |  |  |  |  |  |  |
| |                                  |  |  |  |  |  |  |  |  |  |  |  |  |  |  |  |
| |                                  |  |  |  |  |  |  |  |  |  |  |  |  |  |  |  |
| | 15. María Yáñez de Lima          |  |  |  |  |  |  |  |  |  |  |  |  |  |  |  |
| |                                  |  |  |  |  |  |  |  |  |  |  |  |  |  |  |  |
| |                                  |  |  |  |  |  |  |  |  |  |  |  |  |  |  |  |
| | 31. María Pais da Ribeira        |  |  |  |  |  |  |  |  |  |  |  |  |  |  |  |
| |                                  |  |  |  |  |  |  |  |  |  |  |  |  |  |  |  |
| |                                  |  |  |  |  |  |  |  |  |  |  |  |  |  |  |  |

| Predecesor: Fernando Rodríguez de Castro | Señor de Cabrera y Ribera 1304-1327       | Sucesor: Álvar Núñez Osorio                          |
| Predecesor: Fernando Rodríguez de Castro | Señor de Lemos y Sarria 1304-1306         | Sucesor: Alfonso de la Cerda                         |
| Predecesor: Fernando de la Cerda         | Mayordomo mayor del rey 1325-1327         | Sucesor: Álvar Núñez Osorio                          |
| Predecesor: Fernando Rodríguez de Castro | Adelantado mayor de Galicia 1304-1306     | Sucesor: Alfonso Suárez de Deza                      |
| Predecesor: Fernando Rodríguez de Castro | Pertiguero mayor de Santiago 1304-1306    | Sucesor: Alfonso de Valencia                         |
| Predecesor: Alfonso de Valencia          | Pertiguero mayor de Santiago 1310-1327    | Sucesor: Álvar Núñez Osorio                          |
| Predecesor: Fernando Rodríguez de Castro | Comendero de la Iglesia de Lugo 1304-1327 | Sucesor: Pedro Fernández de Castro "el de la Guerra" |